# Euselasia mys
Euselasia mys is een vlindersoort uit de familie van de prachtvlinders (Riodinidae), onderfamilie Euselasiinae.
Euselasia mys werd in 1853 beschreven door Herrich-Schäffer.